# Линейные корабли типа Fame
Тип линейных кораблей Fame включает девять линейных кораблей третьего ранга, созданных для Королевского флота Джоном Генсло. После того как первый корабль класса был заказан в 1799 году, проект был немного изменён, и три следующих корабля, заказанных в 1800 году, строились уже с этими изменениями. Когда в 1805 году была заказана вторая партия из пяти кораблей, проект был вновь модифицирован, так что корабли первой и второй партий немного отличаются размерами. 

## Корабли

### Первая партия
- HMS Fame

Строитель: верфь в Дептфорде

Заказан: 15 октября 1799 года

Заложен: 22 января 1802 года

Спущён на воду: 8 октября 1805 года

Выведен: разобран, 1817 года

- HMS Albion

Строитель: верфь Блэкуолл

Заказан: 4 февраля 1800 года

Заложен:  июнь 1800 года

Закончен: 17 июня 1802 года

Выведен: разобран, 1836 год

- HMS Hero

Строитель: верфь Блэкуолл

Заказан: 4 февраля 1800 года

Заложен:  август 1800 года

Закончен: 18 августа 1803 года

Выведен: разбился в 1811 году

- HMS Illustrious

Строитель: верфь Ротерхит

Заказан: 4 февраля 1800 года

Заложен:  февраль 1801 года

Закончен: 3 сентября 1803 года

Выведен: разобран, 1868 год

### Вторая партия
- HMS Marlborough

Строитель: верфь в Дептфорде

Заказан: 31 января 1805 года

Заложен: август 1805 года

Спущён на воду: 22 июня 1807 года

Выведен: разобран, 1835 год

- HMS York

Строитель: верфь Ротерхит

Заказан: 31 января 1805 года

Заложен:  август 1805 года

Закончен: 7 июля 1807 года

Выведен: разобран, 1854 год

- HMS Sultan

Строитель: верфь в Дептфорде

Заказан: 31 января 1805 года

Заложен:  декабрь 1805 года

Закончен: 19 сентября 1807 года

Выведен: разобран, 1864 год

- HMS Hannibal

Строитель: верфь в Баклер Хард

Заказан: 31 января 1805 года

Заложен:  декабрь 1805 года

Закончен: май 1810 года

Выведен: разобран, 1833 год

- HMS Royal Oak

Строитель: верфь в Дептфорде

Заказан: 31 января 1805 года

Заложен:  июнь 1806 года

Закончен: 4 марта 1809 года

Выведен: разобран, 1850 год